# Republiken Spanska Haiti
Republiken Spanska Haiti var en statsbildning i Karibien under 1820-talet.
Den 9 november 1821 störtades det spanska Generalkaptenskapet Santo Domingo av en grupp ledda av general José Núñez de Cáceres. Från 15 november 1821 hissades Haitis flagga i flera städer, medan andra i stället utropade självständighet från Spanien den 30 november 1821. Den nya statsbildningen kallades Republiken Spanska Haiti (República del Haití Español). Den 1 december 1821 togs ett beslut om ansökningar om att ingå union med Storcolombia.
Men så började en grupp politiker och militära officerare i stället förespråka samgående med Haiti, då olika familjer inom samhällseliten sökte politisk stabilitet hos president Jean-Pierre Boyer. En stor faktion i norra Cibaoregionen motsatte sig union med Storcolombia, och stödde även Haitis president Boyer. Boyer däremot försökte skydda Haiti från en befarad invasion av Frankrike eller Spanien. Han arbetade också för att de tidigare slavarna skulle förbli fria, samt befria slavarna i Spanska Haiti. Efter löfte till flera guvernörer, skickade Boyer iväg ett anfall bestående av en styrka på 10 000 man i februari 1822, vilka mötte klent motstånd. Den 9 februari 1822 tågade Boyers styrkor in i, Santo Domingo, och möttes med stor entusiasm, av Núñez fick han även palatsnycklarna. Ön hade nu enats, från "Kap Tiburon till Kap Samana under samma statsmakter."
Haitis ockupation blev dock snabbt impopulär, och flera anti-haitiska handlingar utfördes. Närvaron upphörde 1844, då Dominikanska republiken i stället utropades.

### Fotnoter
1. 1 2  Lancer, Jalisco. ”The Conflict Between Haiti and the Dominican Republic”. All Empires Online History Community. Arkiverad från originalet den 13 april 2018. https://web.archive.org/web/20180413043043/http://www.allempires.info/article/index.php?q=conflict_haiti_dominican. Läst 24 december 2007.
2. 1 2  ”Haiti - Historical Flags”. Flags of the World. Arkiverad från originalet den 5 maj 2005. https://web.archive.org/web/20050505041710/http://www.flag.de/FOTW/flags/ht-hist.html. Läst 24 december 2007.
3. 1 2 3 4  Gates, Henry Louis; Appiah, Anthony (26 februari 1999). ”Dominican-Haitian Relations”. Africana: The Encyclopedia of the African and African American Experience. http://books.google.com/books?id=xE-N8hh-VNQC&pg=PA617&lpg=PA617&dq=spanish+haiti&source=web&ots=K8EfPYcsI4&sig=iMgEI31tSdkdtfcURxRZKAaYyh0#PPA617,M1. Läst 24 december 2007.
4. 1 2 3  Matibag, Eugenio (26 februari 2003). ”Haitian-Dominican Counterpoint: Nation, State, and Race on Hispaniola”. http://books.google.com/books?id=EswJ7t1B0XgC&pg=PA95&lpg=PA95&dq=spanish+haiti&source=web&ots=E2d1AIn61c&sig=C5SCyMsNCv85VwcU9Jekcvr94cY#PPA96,M1. Läst 24 december 2007.
5. ↑  Corbett, Bob. ”1818-1843 The rule of Jean-Pierre Boyer”. The History of Haiti. http://www.hartford-hwp.com/archives/43a/108.html. Läst 24 december 2007.